# بيدرو ميلو دي برتغال
بيدرو ميلو دي برتغال (بالإسبانية: Pedro Melo de Portugal)‏ هو عسكري وضابط باراغواياني وإسباني، ولد في 29 أبريل 1733 في بطليوس في إسبانيا، وتوفي في 15 أبريل 1797 في بوينس آيرس في الأرجنتين.